# Saouga
Saouga est une commune située dans le département de Gorom-Gorom, dans la province d'Oudalan, région du Sahel, au Burkina Faso.

## Géographie
La commune est traversée par la route nationale 3.